# Football Club Tokyo
Il Football Club Tokyo (FC東京?, Efushī Tōkyō), meglio noto come FC Tokyo, è una società calcistica giapponese con sede nella città di Tokyo. Milita nella J1 League, la massima divisione del campionato giapponese.

## Storia
La squadra fu fondata nel 1935 con il nome di Tokyo Gas Football Club (東京ガスFC) ed era il team ufficiale dell'omonima compagnia Tokyo Gas.
Il 1º ottobre 1998, importanti compagnie come Tokyo Gas, TEPCO, Ampm, TV Tokyo e Culture Convenience Club diedero vita al Tokyo Football Club Company con l'obiettivo di portare la squadra ai vertici del calcio nazionale. 
Nel 1999 l'FC Tokyo vinse la seconda divisione della J. League, guadagnando la promozione nella massima serie nipponica. La prima stagione in J. League 1 fu complessivamente positiva: il club concluse il campionato al 7º posto.
I buoni risultati della squadra attirarono un numero sempre più alto di tifosi, tanto da superare la media spettatori del Tokyo Verdy. Nel 2002 la dirigenza scelse come allenatore Hiromi Hara, il quale portò il club a un eccellente quarto posto nella stagione 2003, realizzando il miglior piazzamento nella storia della squadra. Nell'agosto dello stesso anno fu organizzata un'amichevole di lusso con il Real Madrid, persa per 3-0.
Il leader della squadra, il brasiliano Wagner Pereira Cardozo, detto Amaral e soprannominato dai tifosi Il Re di Tokyo, lasciò il club nel 2004 per accasarsi al Shonan Bellmare. Il suo posto fu preso da Yasuyuki Konno, proveniente dal Consadole Sapporo. Nel novembre dello stesso anno, l'FC Tokyo vinse la Coppa Yamazaki Nabisco, il primo trofeo nazionale nella storia della squadra. Nel 2011, si aggiudicò invece la sua prima Coppa dell'Imperatore, qualificandosi di diritto alla Champions League asiatica dell'anno successivo.

## Strutture
Dal 2001, il club utilizza come terreno di gioco l'Ajinomoto Stadium, la cui denominazione ufficiale è Tokyo Stadium.
I campi di allenamento della squadra sono il Sarue Ground di Kōtō e il Kodaira Ground di Kodaira.

## Allenatori
- 1999-2001:  Kiyoshi Ōkuma
- 2002-2005:  Hiromi Hara
- 2006:  Alexandre Gallo
- 2006:  Hisao Kuramata
- 2007:  Hiromi Hara
- 2008-2010:  Hiroshi Jōfuku
- 2010-2013:  Kiyoshi Ōkuma
- 2013-2015:  Massimo Ficcadenti
- 2016:  Hiroshi Jōfuku
- 2016-2017:  Yoshiyuki Shinoda
- 2017:  Takayoshi Amma
- 2018-2021:  Kenta Hasegawa
- 2021-2022:  Shinichi Morishita
- 2022-2023:  Albert Puig
- 2023-2024:  Peter Cklamovski
- 2025-Oggi:  Rikizo Matsuhashi

## Palmarès

### Competizioni nazionali
- Coppa dell'Imperatore: 1

2011
- Coppa J. League: 3

2004, 2009, 2020
- J2 League: 1

2011

### Competizioni internazionali
- Coppa Suruga Bank: 1

2010

### Altri piazzamenti
- J1 League:

Secondo posto: 2019
- J2 League:

Secondo posto: 1999
- Coppa dell'Imperatore:

Semifinalista: 2008, 2010, 2013
- Coppa J. League:

Semifinalista: 1999, 2012, 2016, 2021
- Supercoppa del Giappone:

Finalista: 2012

## Organico

### Rosa 2025
Rosa e numerazione aggiornate al 6 luglio 2025.
| N. |                      | Ruolo | Calciatore         |
| -- | -------------------- | ----- | ------------------ |
| 2  | Giappone (bandiera)  | D     | Sei Muroya         |
| 3  | Giappone (bandiera)  | D     | Masato Morishige   |
| 4  | Giappone (bandiera)  | D     | Yasuki Kimoto      |
| 5  | Giappone (bandiera)  | D     | Yūto Nagatomo      |
| 6  | Giappone (bandiera)  | D     | Kashif Bangnagande |
| 7  | Giappone (bandiera)  | C     | Sōma Anzai         |
| 8  | Giappone (bandiera)  | C     | Takahiro Kō        |
| 10 | Giappone (bandiera)  | C     | Keigo Higashi      |
| 11 | Giappone (bandiera)  | A     | Tsuyoshi Ogashiwa  |
| 13 | Giappone (bandiera)  | P     | Gō Hatano          |
| 14 | Giappone (bandiera)  | A     | Keita Yamashita    |
| 16 | Giappone (bandiera)  | A     | Kein Satō          |
| 17 | Giappone (bandiera)  | C     | Tsubasa Terayama   |
| 18 | Giappone (bandiera)  | C     | Kento Hashimoto    |
| 19 | Brasile (bandiera)   | A     | Marcelo Ryan       |
| 22 | Giappone (bandiera)  | C     | Keita Endō         |
| 24 | Danimarca (bandiera) | D     | Alexander Scholz   |
| 25 | Giappone (bandiera)  | A     | Tsuna Kominato     |
| 26 | Giappone (bandiera)  | A     | Motoki Nagakura    |
| 27 | Giappone (bandiera)  | C     | Kyōta Tokiwa       |

| N. |                          | Ruolo | Calciatore             |
| -- | ------------------------ | ----- | ---------------------- |
| 28 | Giappone (bandiera)      | A     | Leon Nozawa            |
| 30 | Giappone (bandiera)      | D     | Teppei Oka             |
| 31 | Giappone (bandiera)      | P     | Masataka Kobayashi     |
| 32 | Giappone (bandiera)      | D     | Kanta Doi              |
| 33 | Giappone (bandiera)      | C     | Kōta Tawaratsumida     |
| 36 | Giappone (bandiera)      | C     | Hisatoshi Nishido      |
| 37 | Giappone (bandiera)      | C     | Kei Koizumi (capitano) |
| 39 | Giappone (bandiera)      | A     | Teruhito Nakagawa      |
| 43 | Giappone (bandiera)      | A     | Rentō Kajiyama         |
| 44 | Brasile (bandiera)       | D     | Henrique Trevisan      |
| 47 | Giappone (bandiera)      | D     | Seiji Kimura           |
| 48 | Giappone (bandiera)      | C     | Yūta Arai              |
| 51 | Giappone (bandiera)      | P     | Matthew Watanabe       |
| 52 | Giappone (bandiera)      | P     | Keita Niibori          |
| 53 | Giappone (bandiera)      | A     | Maki Kitahara          |
| 58 | Giappone (bandiera)      | P     | Wataru Gotō            |
| 81 | Corea del Sud (bandiera) | P     | Kim Seung-gyu          |
| 88 | Giappone (bandiera)      | A     | Taiyō Yamaguchi        |
| 98 | Brasile (bandiera)       | C     | Everton Galdino        |
| 99 | Giappone (bandiera)      | D     | Kōsuke Shirai          |

### Staff tecnico
Staff tecnico aggiornato al 20 aprile 2025.
- Rikizō Matsuhashi - Allenatore
- Takashi Okuhara - Collaboratore tecnico
- Yū Tokisaki - Collaboratore tecnico
- Minoru Kobayashi - Collaboratore tecnico
- Yūsuke Ogura - Collaboratore tecnico
- Shōta Yamashita - Preparatore portieri
- Ryōta Inoue - Collaboratore preparatore portieri
- Hiroaki Fuji - Capo analista
- Namito Ikezawa - Collaboratore tecnico e analista
- Kazutoshi Etō - Analista
- Yūki Shirozu - Analista
- Keito Asahara - Analista
- Naoki Hayakawa - Preparatore fisico
- Tsutomu Yasuno - Preparatore fisico
- Guilherme - Conditioning coach